# Casa del Marinaretto

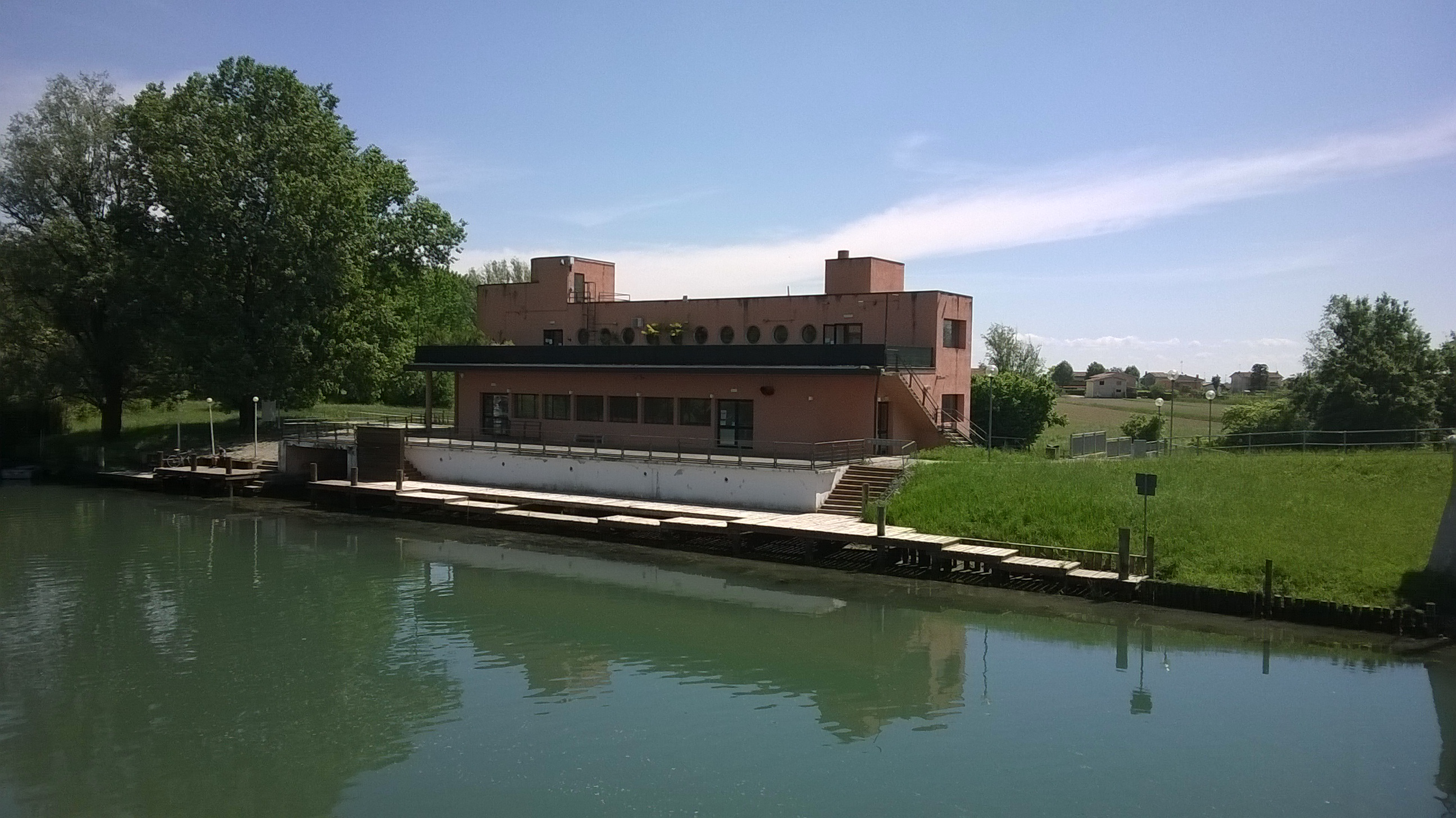
Casa del Marinaretto in Palazzolo dello Stella

Die Casa del Marinaretto ist ein Haus aus den 1930er-Jahren in Palazzolo dello Stella in der italienischen Region Friaul-Julisch Venetien. Es liegt auf dem linken Ufer der Stella vor der Piazza del Porto di Precenicco in der Via del Traghetto, 3.

## Geschichte
Das Gebäude, das von der Firma Ditta Geometra Giuseppe Lorenzo Pessina aus San Giorgio di Nogaro unter der Leitung des Bauingenieurs Ferdinando Vicentini errichtet worden war, wurde am 4. April 1936 eingeweiht. Es diente der Opera Nazionale Balilla.
Heute steht es unter der Aufsicht der Soprintendenza per i Beni Architettonici e per il Paesaggio der Region Friaul-Julisch Venetien und ist Sitz des Zentrums des künstlerisch-kulturellen Zusammenschlusses Art-Port. Diese Organisation hat auch die Verwaltung übernommen.
Ein ähnliches Gebäude gab es auch an den Ufern des Po in der Stadt Turin, aber dieses wurde 1961 abgerissen.